# Rosalia Serra Miró

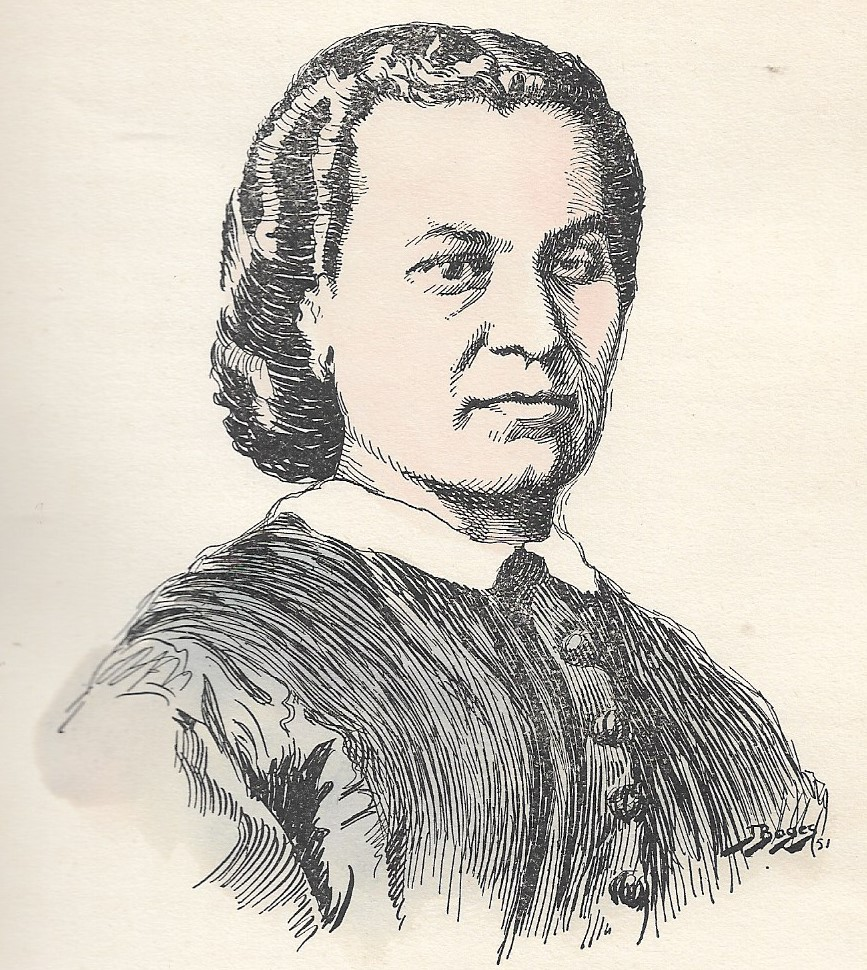
Rosalia Serra i Miró

Rosalia Serra Miró (Vilanova i la Geltrú, 28 de febrer de 1827 - 19 de gener de 1905) fou una destacada poetessa vilanovina que va desenvolupar la seva obra durant el segle xix.
Des de ben jove, sentí una profunda inclinació per la literatura i començà a escriure poesia de manera autodidacta. Inicialment, la difusió de la seva obra es limità a un cercle reduït d’amistats, però l’any 1850 decidí publicar un devocionari titulat El Divino Rosalito (Vilanova, Impremta Vda. Pina). Aquest llibre, escrit en vers, contenia seixanta poesies de temàtica mística, cadascuna acompanyada d’un gravat. La major part dels poemes estaven escrits en castellà, amb l’excepció de quatre que eren en català. Gràcies a aquesta obra, Serra Miró va ser distingida amb el diploma de sòcia de mèrit de la "Reunió Literària de Barcelona".
Al llarg de la seva trajectòria, col·laborà activament amb el Diario de Villanueva, on publicà nombroses poesies i participà en la secció "Santos del día" fins al final de la seva vida. A més, va ser una de les autores que contribuïren a la revista catòlica de Vilanova, El Criterio.
L’Arxiu Comarcal del Garraf conserva, en el fons ACGAF60-31 Magí Mestres, una col·lecció de poemes originals manuscrits i mecanoscrits de la seva autoria, testimoni del seu llegat literari.